# Кук, Марджери
Марджери Луиза Кук (англ. Margery Louise Cook, 1925, Индепенденс, Миссури — 6 июля 2001) — американский вирусолог. Она была исследователем в области вирусологии герпеса в Калифорнийском университете в Лос-Анджелесе.

## Биография
Кук родилась в Индепенденсе, штат Миссури, в 1925 году. Она получила докторскую степень в области медицинской микробиологии и иммунологии в Калифорнийском университете в Лос-Анджелесе. В своей диссертации 1968 года Кук исследовала ветряную оспу под руководством Джека Г. Стивенса.
В 1971 году Кук и Стивенс опубликовали первые прямые доказательства того, что простой герпес может вызывать стойкую латентную инфекцию в спинномозговых ганглиях мышей. Её работа дала толчок дальнейшим исследованиям в области вирусологии герпеса. В 1987 году она опубликовала доклад о том, что геном вируса простого герпеса может сохраняться в тройничных ганглиях. Кук была наставником для коллег, постдоков, аспирантов и технических специалистов. Она вышла на пенсию из Калифорнийского университета в Лос-Анджелесе в 1993 году.
Кук была членом ЛГБТ-сообщества. Она умерла 6 июля 2001 года. У неё остались партнёрша Ширли Эшфорд, сестра Бетти Геркин и два племянника. «Neptune Society» провело захоронение в море 4 августа 2001 года.